# Leucaspis (mitología)

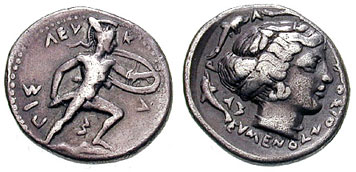
415 A. C. monedas, Arethusa en monedas de Siracusa, Monedas de Siracusa, Monedas del 5to siglo A. C., Delfines en monedas de Siracusa, Drachma, Eumenos, Soldados desnudos en monedas

Leucaspis fue, en la mitología griega, un caudillo troyano de la comitiva de Eneas en su huida de la ciudad. Leucaspis murió en una tempestad.
Otra versión, la de Diodoro de Sicilia, fue un príncipe sicanio que entabló combate con Hércules cuando este pasó por Sicilia, de regreso del país de Geriones. En el combate Leucaspis murió junto con un gran número de nobles compatriotas, por lo que se le rindieron honores divinos.